# Tarlan Hasanov
Tarlan Aliheydar oglu Hasanov (en azerí: Tərlan Əliheydər oğlu Həsənov; Gazaj, 26 de noviembre de 1942) es un deportista de Azerbaiyán que compite en judo y sambo, entrenador de judo y sambo azerbaiyano y soviético, presidente del club deportivo profesional de judo "Kanokan TT", juez del categoría de toda la Unión Soviética(1980), Entrenador de Honor de la República Socialista Soviética de Azerbaiyán (1989), Trabajador de Honor de la Cultura Física y los Deportes de Azerbaiyán (2019). Tarlan Hasanov es uno de los primeros entrenadores y jueces de judo de Azerbaiyán. Él es entrenador personal del campeón olímpico Hidayət Heydərov.

## Biografía
Tarlan Hasanov nació el 26 de noviembre de 1942 en la ciudad de Gazaj en la familia del actor Aliheydar Hasanzade y la actriz Rukhsara Agayeva. Un año después del nacimiento de Tarlan, su padre recibió el título de Artista de Honor de la República Socialista Soviética de Azerbaiyán. En 1949 la familia se mudó a la ciudad de Bakú. Cuando Tarlan tenía 14 años, se inscribió en la sección de lucha libre sin el permiso de sus padres. Su primer entrenador fue el medallista de plata de los Juegos Olímpicos de Helsinki 1952, Rashid Mamedbekov. Después de un tiempo, Tarlan ganó el campeonato de la ciudad de Bakú.
Después de terminar el servicio militar comenzó a practicar sambo. Al mismo tiempo él trabajó como jefe del departamento de arte del Teatro Estatal de la Canción de Azerbaiyán. En 1974 Tarlan Hasanov fue nombrado entrenador en jefe del equipo nacional de la Unión Soviética entre juveniles y escolares. Sus alumnos participaron en competiciones y campeonatosde toda la Unión y lograron altos resultados.
Tarlan Hasanov se graduó en la Facultad de Historia de la Universidad Estatal de Bakú. En 1980 él recibió el título de juez de la categoría de toda la Unión y, en 1989, el de Entrenador de Honor de la República Socialista Soviética de Azerbaiyán.
En 2019 Tarlan Hasanov recibió el título honorífico de Trabajador de Honor de la Cultura Física y los Deportes de Azerbaiyán. En octubre de 2021, recibió la Orden del Sol Naciente por su invaluable papel en el desarrollo de relaciones amistosas entre Japón y Azerbaiyán.
El 3 de octubre de 2022, por orden del presidente de la República de Azerbaiyán, Ilham Aliyev, Tarlan Hasanov recibió la Orden Shohrat por sus servicios en el desarrollo del judo azerbaiyano.
Los estudiantes de Tarlan Hasanov ganaron medallas de diversas denominaciones en los campeonatos de la Unión Soviética, europeos y mundiales, así como en muchas otras competiciones internacionales. Uno de sus alumnos es el campeón olímpico, campeón mundial y cuatro veces campeón europeo Hidayət Heydərov. Tarlan Hasanov también fue el entrenador de Rasim Agamirov, Məmmədəli Mehdiyev, İlqar Müşkiyev, Murad Fatiyev. Tarlan Hasanov dirige el club deportivo profesional de judo “Kanokan TT” y continúa participando activamente en actividades de entrenamiento y enseñanza.
El 13 de agosto de 2024, por orden del Presidente de la República de Azerbaiyán, Ilham Aliyev, Tarlan Hasanov recibió la Orden "Por el Servicio a la Patria" por sus altos logros en los Juegos Olímpicos de París 2024 y sus servicios en el desarrollo de los deportes azerbaiyanos.

## Premios y títulos
- Orden del Sol Naciente (2021)
- Orden Shohrat (2022)
- Orden "Por el Servicio a la Patria" (2024)